# Brimeura duvigneaudii
Brimeura duvigneaudii (L.Llorens) Rosselló, Mus & Mayol – gatunek rośliny z rodziny szparagowatych (Asparagaceae Juss.). Występuje endemicznie na Balearach – w północnej części Majorki, w górach Serra de Tramuntana. 

## Morfologia
PokrójDorasta do 10 cm wysokości.
LiścieSą zwisające, mają równowąski kształt, w przekroju poprzecznym są trójkątne. Mierzą 3 mm szerokości.
KwiatyOsadzone na głąbiku, zebrane w jednostronne kwiatostany składające się z dwóch do pięciu (rzadko siedmiu) niepozornych kwiatów. Płatki mają różową barwę (nigdy nie są niebieskie jak u blisko spokrewnionego gatunku B. amethystina).

## Biologia i ekologia
Gatunek ten znany jest tylko z mało liczebnych trzech subpopulacji. Rośnie w wapiennych szczelinach skalnych oraz na zboczach w pobliżu morza. Występuje na wysokości od 150 do 250 m n.p.m. Rozwija się w gorących miejscach w pełnym nasłonecznieniu. Kwitnie od maja do lipca. 
Roślina jest geofitem. Części nadziemne rośliny zamierają w lecie, gdy jest gorąco i sucho. Jak dotąd zaobserwowano tylko jedną populację, w której rośliny produkują nasiona – pozostałe wydają się rozmnażać bezpłciowo poprzez podział bulw. Brimeura duvigneaudii uważana jest za gatunek reliktowy, a więc taki, który kiedyś miał większy zasięg występowania, lecz z powodu zmian klimatycznych niemal zniknął w ciągu kilku tysiącleci. Te pozostałe populacje mogą mieć trudności w radzeniu sobie w dzisiejszym środowisku. 

## Ochrona
W Czerwonej księdze gatunków zagrożonych został zaliczony do kategorii CR – gatunków krytycznie zagrożonych. Został zaliczony do tej kategorii, ponieważ jego subpopulacje są małe (jedna prawie zanikła), a ich populacja ma tendencję spadkową. Szacuje się, że każda subpopulacja liczy nie więcej niż 50 dojrzałych osobników (choć szacunki są trudne do potwierdzenia ze względu na niewielkie rozmiary rośliny). Obszar, jaki wykorzystuje gatunek, wynosi zaledwie 7,5 km², a więc jest wystarczająco mały, aby był podatny na ekstremalne zjawiska naturalne, takie jak na przykład pożary. Brimeura duvigneaudii ma również problemy z rozmnażaniem się, prawdopodobnie z powodu zmian klimatycznych. 
Na poziomie regionalnym siedlisko tej rośliny jest chronione jako stanowisko przyrodnicze o szczególnym znaczeniu zatwierdzone uchwałą z 1991 roku przez parlament wspólnoty autonomicznej Balearów. Jest także wymieniona w katalogu zagrożonych gatunków na Balearach.